# Una vita quasi perfetta (film 2002)
Una vita quasi perfetta (Life or Something Like It) è un film del 2002 diretto da Stephen Herek.
La commedia mostra una settimana di una giovane donna, interpretata da Angelina Jolie, chiamata a fare chiarezza nella propria vita in un momento in cui la carriera potrebbe decollare e la vita privata crollare.

## Trama
(Tag-line del film)
Lanie Kerrigan sembra avere tutto dalla vita: la bellezza, una carriera in ascesa come reporter televisiva, un bel fidanzato giocatore di baseball e un appartamento di lusso. Un giorno una sorta di veggente senzatetto le fa notare quanto sia superficiale la sua vita e le fa quattro predizioni. Quando le prime due profezie si avverano, Lanie si fa prendere dal panico, visto che il veggente, oltre a predirle che non otterrà il lavoro che desidera moltissimo, le ha detto che morirà il giovedì seguente.
Da quel momento per Lanie inizia un nuovo percorso, dove riconsidera la sua vita e i suoi valori. Nel vuoto dal quale sembra essere circondata trova sorprendentemente un sostegno in Pete, un cameraman con il quale in passato ha avuto un rapporto occasionale. Tra i due, che sembravano molto diversi e distanti, scocca una scintilla ma l'idillio dura pochissimo. Lanie, infatti, nonostante atteggiamenti poco professionali negli ultimi giorni, ottiene l'agognata promozione ed è pronta a partire subito per New York dove è stata chiamata per lo show nazionale del mattino.
Per Lanie non c'è solo la soddisfazione personale ma anche la fine dell'incubo legato alle predizioni del veggente. Questi infatti le aveva detto che non sarebbe stata promossa e, dunque, l'errore commesso la convince che abbia sicuramente sbagliato anche sulla sua morte. Pete, deluso da Lanie che è partita senza pensare che lui non potrà mai spostarsi da Seattle per via del figlio, ricontattato il veggente, ha ragione di temere nuovamente per la vita della sua amata e accorre così a New York.
Lanie, dopo una prima brillantissima e impertinente intervista viene licenziata per poi rifiutare nuove interessanti proposte, avendo definitivamente scelto di anteporre la vita privata alla carriera. Scesa in strada, è vittima di una sparatoria proprio di fronte agli occhi di Pete che può solo soccorrerla. Pete le confessa di amarla da sempre e lei, riaperti gli occhi, è pronta a cominciare una nuova vita con lui.

## Critica
Per questo film l'attrice Angelina Jolie è stata candidata ai Razzie Awards 2002 come peggior attrice protagonista.

## Distribuzione

### Edizione italiana
L'edizione italiana del film – utilizzata per la proiezione cinematografica e per l'edizione DVD – è stata a cura della Multimedia Network, mentre la direzione del doppiaggio è stata effettuata da Mario Cordova.
A partire dal 2015 è stata trasmessa da Paramount Channel, e in seguito replicata anche da Cielo, una versione della pellicola ridoppiata presso lo studio Digital Post di Burbank (California) da attori italoamericani. I dialoghi italiani sono a cura di Anna Tuveri e Luciano Palermi, rispettivamente doppiatori dei personaggi di Lanie Kerrigan e Pete; Palermi si è occupato anche della direzione del doppiaggio.